# Trebichava
Trebichava este o comună slovacă, aflată în districtul Bánovce nad Bebravou din regiunea Trenčín. Localitatea se află la altitudinea de 334 m deasupra n.m., se întinde pe o suprafață de 11,77 km2 și în 2017 număra 36 de locuitori.

## Istoric
Localitatea Trebichava este atestată documentar din 1396.

## Demografie
| An:                | 1994 | 2004    | 2014   | 2024   |
| ------------------ | ---- | ------- | ------ | ------ |
| Număr de persoane: | 65   | 38      | 39     | 36     |
| Diferență:         |      | −41,53% | +2,63% | −7,69% |

| An:                | 2023 | 2024 |
| ------------------ | ---- | ---- |
| Număr de persoane: | 36   | 36   |
| Diferență:         |      | +0%  |